# Kállói vár

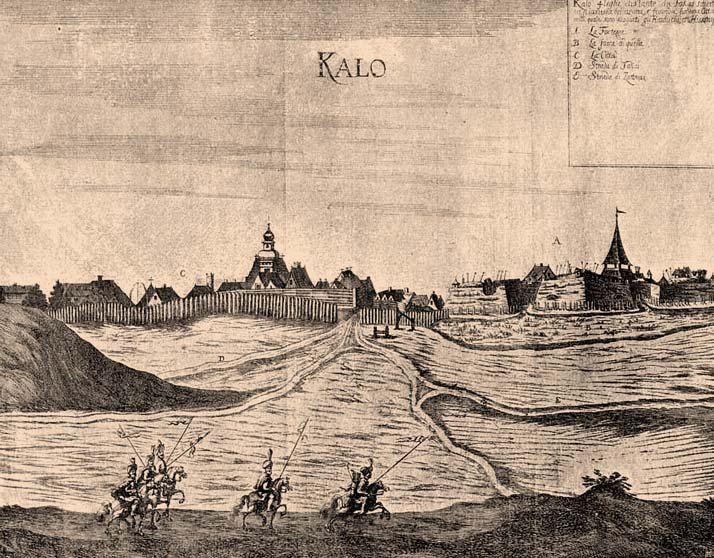
Nagykálló és a Kállói vár egy régi metszeten

A kállói vár előzménye a Kállay család V. László kori; mindössze egy 58 méter × 52 méter nagyságú erődített várkastély volt.
A törökök 1554-ben Szabolcsban való megjelenése és előrenyomulása által Kálló hadi jelentősége is megnőtt, ami szükségessé tette e térségben is vár, vagy erősség építését.

## Története
A kállói vár építése az 1570-1573 közötti évekre tehető. Építése Ruebel (Rűbel) kassai főkapitánynak köszönhető, aki tudomást szerezve róla, hogy Kállónál a törökök vár építését tervezik, és ehhez már a faanyagot is odahordták, itt maga kezdett a palánkvár építéséhez, mely rövid idő; mindössze 3 év alatt el is készült. Eleinte ugyan csak hevenyészve összerakott erősség (castellum) lehetett, melyet aztán a későbbiekben megerősítettek. Első kapitánya Prépostváry Bálint lett, aki előtte szatmári alkapitány volt. Kálló várának tervezője és építésének irányítója Giulio Baldigara lehetett, aki a fennmaradt okiratok szerint 1573-ban és 1580-ban részt vett a vár építésének irányításában.
Kálló várát aztán rövidesen az 1574. évi 5. törvénycikkel végvárrá, Kálló lakosságát pedig várőrséggé minősítették. Ez idő tájt azután Kállót kivették a vármegye fennhatósága alól is és kormányzását a mindenkori várkapitányokra bízták. 

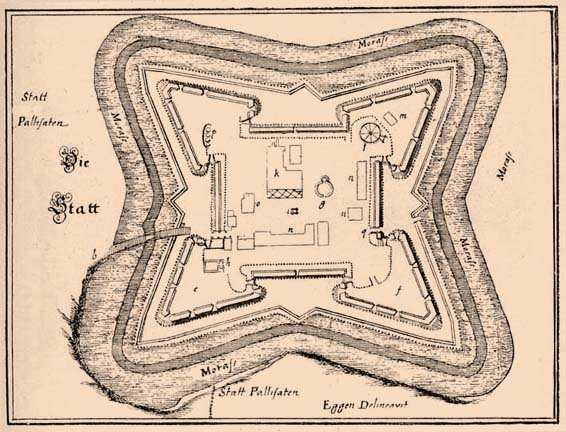
A Kállói vár alaprajza

A török padisah a várépítésre reagálva követelte is az újonnan létesített királyi végvár lerombolását, így 1575-ös levelében Musztafa budai pasa ura nevében sürgette Kálló várának lerontatását, levelében említve, hogy "Kállóból, hol csupa zsiványok laknak, sok csapás éri az igazhitű harcosokat" Ennek meg is volt a kellő oka, hiszen első várkapitánya Prépostváry Bálint vezetésével a végvári vitézek gyakran lecsaptak a környék békés keresztény lakosságát fosztogató török-tatár könnyűlovasokra.
Később 1574-ben egy peres ügy kapcsán Záthy Gáspár "belliductor Comitatus de Zabolch in castello Nagh Kalló" alakban volt Kálló kapitányaként említve, 1587-ben pedig eszenyi Csapi Kristóf, 1590-ben Székely György, majd 1600-ban Káthay Mihály került a nagykállói főkapitányság élére. Káthay Mihály aztán 1604-ben ágyúlövés nélkül nyitott kaput Bocskai István hajdúinak, majd kancellárként Bocskai kedvelt bizalmi embere is lett. A hajdúk Bocskaytól nemesi kiváltságot kaptak. A fejedelem hirtelen halála azonban Kátay Mihályt gyanúba keverte, ezért a feldühödött hajdúkatonák Kassa főterén lekaszabolták. 1608-ban a Bocskai által a hajdúknak adott kiváltságokat Homonnai Drugeth György megújította. A vár kapitánya ekkor Rákóczi Lajos volt, majd Lónyay András lett a várkapitány. A bécsi békekötés után a vár ismét a császáriak kezébe került. 1619-ben helyőrsége Bethlen Gábor erdélyi fejedelem előtt hódolt meg. Bethlen aztán innen vonult tovább a Habsburg hatalom által ellenőrzött felvidéki területek ellen. A nikolsburgi békekötés pedig egész Szabolcs vármegyét a fejedelemnek juttatta, életének végéig, majd az 1645-ös linzi békében I. Rákóczi György erdélyi fejedelem kapta meg, akinek ugyancsak élete végéig a birtokában maradt, majd ismét a császári zsoldosok vehették birtokukba, és az ő kezük alatt ostromolta meg a várat az 1660-as években Kucsuk Mehmed budai pasa is, eredménytelenül, holott egész Szabolcs vármegye a kezére került.

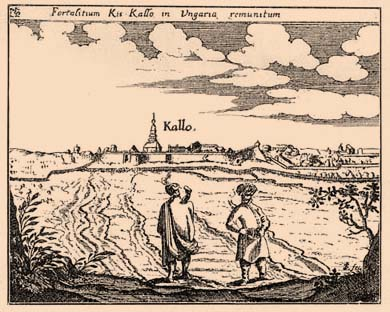
A kállói vár egy 17. századi metszeten

1697-ben a hegyaljai felkelés során rövid ideig a kurucok kezén volt. Kálló még 1710 decemberében, a Rákóczi-szabadságharc végén is fontos szerepet töltött be; ekkor kuruc csapatösszevonás helye volt, majd 1711 januárjában Kállóból indult el Károlyi Sándor, hogy Pálffy Jánossal a labanc hadak fővezérével találkozzon, aminek eredménye lett a vajai megbeszélés és rövid fegyverszünet. A Kállói vár azonban ekkorra már valószínű nem állt.
Rákóczi 1704. február 11-én kiadta a parancsot Kálló várának elhányatására, majd e parancsot még ez év szeptemberében megismételte, eredménytelenül. Két év múlva Kálló vára még mindig állt, ezért a lebontási parancsot újból megsürgette, de ekkor a jobbágyok a munkácsi vár erősítésén dolgoztak.
A kállói vár lebontására Reiszig Ede szerint azonban csak 1709-ben került sor.
A várat széthányták ugyan, de maradványai még sokáig kivehetők voltak. A fennmaradt hagyományok szerint a református templom tornyát a vár anyagából építették fel.